# SN 2006ey
SN 2006ey – supernowa typu Ia odkryta 27 sierpnia 2006 roku w galaktyce A210703+0043. W momencie odkrycia miała maksymalną jasność 20,50m.